# Dietikon (gemeente)
Dietikon is een gemeente en plaats in het Zwitserse kanton Zürich, en maakt deel uit van het district Dietikon.
Dietikon telt 22.281 inwoners.